# Менар, Клод (экономист)
Клод Мена́р (фр. Claude Ménard; род. 1944, Валлифилд, Канада) — канадский и французский экономист, представитель нового институционализма.

## Биография
Получил степень бакалавра (1963) и степень магистра (1966) в Монреальском университете, доктор истории науки (1974) и доктор экономических наук (1981) Парижского университета. Работал в Монреальском университете (1966—1974), Утрехтском университете (1974—1978) и других научных центрах. В настоящий момент является профессором экономики и работает в Парижском университете.
Является членом Американской экономической ассоциации, а также одним из основателей Международного общества новой институциональной экономики (International Society for New Institutional Economics (ISNIE)) вместе с Рональдом Коузом, Дугласом Нортом, Оливером Уильямсоном и некоторыми другими экономистами. Он также соредактор журнала «Экономическое поведение и организации» (Journal of Economic Behavior and Organization) и директор Advances in New Institutional Analysis series (Edward Elgar Pub.).

## Направления научной деятельности
- Экономика организаций: исследования Клода Менара основаны на новом институциональном подходе к анализу организаций, в частности, на разработках Оливера Уильямсона,
- Экономика инфраструктуры: особенно глубоко исследована сфера реформирования ЖКХ, в частности систем водоснабжения в различных странах мира,
- Межфирменные соглашения и нестандартные виды экономической организации: Клод Менар — автор множества теоретических исследований об институциональных соглашениях, которые Уильямсон назвал как «гибриды»[4], а также эмпирических работ в конкретных секторах, в частности, в агропромышленном.
- Взаимодействие институтов и видов экономической организации: Клод Менар проводит анализ влияния институтов, в частности, регулирования, на альтернативные виды экономической организации. Одно из исследований касается роли микроинститутов в формировании и реализации реформы ЖКХ.

## Основные произведения

### Книги
- Экономика организаций = L'économie des organisations (1990) / Пер. с фр.  под ред. А. Г. Худокормова. — М.: Инфра-М, 1996. — 160 с.
- Regulation, Deregulation, Reregulation. Co-editor (with M. Ghertman) , E. Elgar Pub., 2009
- Справочник по новой институциональной экономике (Handbook of New Institutional Economics. Co-editor (with M. Shirley). Boston-New York-Berlin-Dordrecht: Springer. 890 pages. 2008)
- Международная библиотека новой институциональной экономики The International Library of New Institutional Economics. Cheltenham: Edward Elgar Publisher. 7 volumes. 2005)
- Институты, контракты и организации (Institutions, Contracts and Organizations. Perspectives from New Institutional Economics. Cheltenham : Edward Elgar Pub. (Editor). 2000).

### Статьи
2011
- Hybrid Modes of Organization. Alliances, Joint Ventures, Networks, and Other ‘Strange’ Animals. In: R. Gibbons and J. Roberts, The Handbook of Organizational Economics, Princeton: Princeton University Press
- A New Institutional Economics Perspective on Environmental Issues ". Environmental Innovation and Societal Transitions. I (1)
- Is Public Private Partnership Obsolete? In: Piet de Vries and Etienne B. Yehoue, The Routledge Companion to Public-Private Partnerships, London, Routledge.
- (with Aleksandra Peeroo) Liberalization in the Water Sector : Three Leading Models. In: R. Kunneke and M. Finger (eds.), Handbook of Liberalization.

2010
- Aligning modes of organization with technology: Critical transactions in the reform of infrastructures. Journal of Economic Behavior and Organization.75 (3): 494—505
- Hybrid Organizations. In: P. Klein and M. Sykuta, The Elgar Companion to Transaction Cost Economics, Cheltenham: Edward Elgar Publisher: chap. 18, pp. 176—184
- (with Jean-Michel Oudot) Opportunisme ou équité ? Le cas des contrats d’approvisionnement de défense . Revue Française d’Economie, 24 (3): 196—226
- Oliver E. Williamson: Des organisations aux institutions. Revue d’Economie Politique, 120 (3) : 421—439
- (with R. Maria Saleth) The effectiveness of alternative Water Governance Arrangements. in Mike Young (ed.), Green Economy Report, United Nations Environment Program. 28 pages.

Список более ранних статей и публичных выступлений можно найти в автобиографии Клода Менара.